# 西園寺公望
西园寺公望（日语：／ Saionji Kinmochi，1849年12月7日—1940年11月24日），日本明治时代政治家、教育家，日本前內閣總理大臣及枢密院议长。是日本自明治到大正時期直至戰前的政治元老。其号陶庵，为宫廷贵族清华家出身，是德大寺公纯的次子，后过继给西园寺师季而改姓。20世纪初期曾与桂太郎交替出任日本首相，這段時期是為桂園時代。1920年（大正9年）9月7日授公爵。

## 简历
- 1869年，在京都御所开办私塾立命馆（立命馆大学前身）。
- 1871年，留学法国。
- 1880年，回国后开办明治法律学校（明治大学前身）。
- 1903年，任政友会总裁。
- 1906年，任内阁总理大臣。
- 1911年，再度出任总理大臣。
- 1912年，任最后一任元老。
- 1919年，作为首席全权代表出席巴黎和会。
- 1920年，9月7日授公爵。
- 1923年，自本年山本权兵卫内阁起，开始推荐首相人选。直到1940年。

## 政治生涯
西園寺政治家之路發生在1882年（明治十五年），當伊藤博文為了考察歐洲的憲法，開始出訪歐洲之行，當時西園寺隨行，在歐洲得到伊藤博文的知遇，並在1900年參與創建立憲政友會、1903年就任總裁。大正天皇即位時被列為元老。
西園寺自稱是自由主義者，主張由眾議院多數黨組閣，稱為憲政之常道。他為唯一一個元老時，則持著這一原則向少帝推薦首相。在法國留學時受影響成為親歐美派，被軍部等國家主義者責罵為“世界主義者”。
松方正義死去後，由於只有他唯一一位元老，故他的政治影響力上升。藉著宮中與財界的姻親關係，以元老身分調整宮中、國務、軍部。持續領導著日本的政治，在任文部大臣時，嘗試更改“教育敕語”，在昭和前期抵抗著軍部的擴大，但他死後軍部勢力逐漸上升。
西園寺給予立命館大學的署名是「藤原公望」，因為藤原氏是西園寺家原本姓氏、與皇室有親密關係。由於年少時親近皇室、故有「皇室之藩屏」的意識，那一種理念，但因為絕對的權力發生一點錯誤不被寬恕，故他反對天皇親政。當田中義一因為張作霖暗殺事件被昭和天皇斥責而引至內閣總辭，他持反對態度。
所以「作為立憲君主，不反對臣下的決定」這一句昭和天皇的信念，可看出西園寺的影響，同時，亦招至皇道派將領的反對。

### 桂園時代
明治三十四年（1901年）五月十日，成立不到七個月的第四次伊藤博文內閣倒台，這是日本政治史上第二個政黨內閣（第一個是1898年的「隈板內閣」），閣員大部分也是立憲政友會的黨員。在伊藤堅持及多次進奏下，第一次桂太郎內閣誕生。
第一次桂太郎內閣是長命內閣，歷時四年零七個多月。長命的原因，是因為日本需要應付日益惡化的日俄關係，更弄出日俄戰爭。明治三十九年（1906年），桂太郎總辭，推薦西園寺組閣。結果第一次西園寺內閣誕生。桂園時代第一次政權交替也出現。
但桂太郎與西園寺合作，政友會會參與日俄大戰後的戰後經營。桂與西園寺結下的盟約，貴族院是桂的勢力範圍，眾議院是西園寺的勢力範圍。但事實上，內務大臣原敬，卻在貴族院靜靜地進行活動。
西園寺內閣的中堅原敬，則開始對山縣系的人不客氣，他起用了一些非藩閥的帝大官僚，例如後來當上首相的若槻禮次郎、濱口雄幸等，也有床次竹二郎等人。在對各府縣的知事，在「老朽淘汰、新進登用」的原則下，山縣系的被調走，換上一批親政友會的知事。
西園寺這樣做，引來山縣系的人對山縣有朋表達不滿。山縣有朋串連貴族院、軍部等聯合倒閣。結果第一次西園寺內閣明治四十一年（1908年）七月十四日總辭。而元老們也推舉了桂太郎組閣，結果組成了第二次桂太郎內閣。桂太郎依照約定，在明治四十四年（1911年）八月三十日總辭。
西園寺又在元老們「意見一致、情投意合」下被推舉組閣，成立了第二次西園寺內閣。
又當上內務大臣的原敬，提出眾議院選舉方式為小選區制，原敬的意思，小選區制有利大黨，以防社會主義者藉大選區制進入議會。但這又引來以山縣有朋為首的官僚派的強烈質疑。當初山縣有朋支持大選區制，是希望眾議院設立當初（山縣有朋第一次內閣任內）有讓像政府期待一樣的政府黨躍進。（實際上，自由黨系與改進黨系佔大多數）
小選區制在眾議院通過，但被貴族院否決，果然應驗了是山縣等官僚派的勢力範圍。結果要等七年後原敬當上首相後，與選舉權擴張一起施行。
其間，明治天皇因糖尿病駕崩，西園寺內閣需要應付大喪之禮。
大正改元後，需要制定大正二年（1913年）的預算，面對著陸海軍的增設預算問題。而在眾議院佔絕對多數的西園寺內閣，則準備行政及財政改革，預定以削減支出一成為目標。
陸軍要求增設兩個師團，海軍要求建造三戰艦。陸軍以俄國在東三省的軍力膨脹為理由，用十年計劃增設六個師，陸軍常備兵力二十五個師的計劃，由石本新六陸軍大臣，提出內閣會議討論。當時的計劃起草者是之後當上首相的田中義一，當時他是軍務局長，中佐軍階。當時內閣會議不承認這議案，田中憤慨地說：「不明白政府對這個重大國防問題不感興趣的理由！」
田中接近新陸軍大臣薩派的上原勇作大將。上原陸軍大臣與田中軍務局長聯合，向內閣會議要求增設二個師。結果在內閣會議激辯，陸軍大臣上原勇作接受軍方勸告，利用帷幄上奏權向天皇奏上辭呈。
西園寺為此事與山縣有朋面談，由於山縣拒絕推舉新的陸軍大臣。結果受制於軍部大臣現役制（即陸、海軍大臣需要為現役軍人，職級為大將、中將，需要所屬軍部的推薦），第二次西園寺內閣於大正元年（1912年）12月21日倒台。
桂太郎與心腹若槻禮次郎一起到歐洲視察政黨政治，回國後成立第三次桂太郎內閣成立。桂園時代至此結束。